# メレテ (小惑星)
メレテ またはメルテ (56 Melete) は、小惑星帯に位置する小惑星の一つ。1857年9月9日にドイツの天文学者、ヘルマン・ゴルトシュミット (Hermann Mayer Salomon Goldschmidt) により発見された。炭素とケイ素に富む比較的珍しいP型小惑星であり、比較的大きいが暗い。ギリシア神話の女神ムーサの一柱、メレテーにちなみ命名された。これまで1997年と2002年の2回、この星による恒星の掩蔽が観測された。